# 모치다역
모치다역(일본어: 持田駅, もちだえき)은 일본 사이타마현 교다시에 있는 지치부 철도 지치부 본선의 역이다.

## 역사
- 1925년 11월 15일: 영업 개시.

## 역 구조
- 섬식 승강장 1면 2선의 지상역이다.
- 구마가야역 관리의 업무 위탁역이다.

### 승강장
| 1 | ■ 지치부 선 | 구마가야・요리이・나가토로・지치부・미쓰미네구치 방면 |
| 2 | ■ 지치부 선 | 교다시・하뉴 방면                                     |

## 역 주변
- 국도 125호선
- 국도 제17호선 구마가야 바이패스
- 모치다 IC

## 인접역
| 지치부 철도 ■ 지치부 본선 | 지치부 철도 ■ 지치부 본선 | 지치부 철도 ■ 지치부 본선         |
| ------------------------- | ------------------------- | --------------------------------- |
| 교다시 하뉴 방면          | 각역정차                  | 소시오 유통센터 미쓰미네구치 방면 |